# Gordon Browning
Gordon Weaver Browning (22 de novembro de 1889 - 23 de maio de 1976) foi um político americano, o  38º Governador do Tennessee, com mandato de 1937 até 1939 e, novamente, de 1949 até 1953. Ele também exerceu seis mandatos na Câmara dos Representantes dos Estados Unidos pelo 7º distrito, com mandatos de 1923 até 1935. Foi chanceler no Tennessee na Chancelaria do 8º distrito na década de 1940. Como governador, ele estabilizou as finanças do estado, dobrou a milhagem de estradas pavimentadas do estado e implementou legislação para limitar a fraude eleitoral. Sua vitória na árdua campanha para governador de 1948 ajudou a terminar com a influência do chefe político de Memphis E. H. Crump.
Nos anos seguintes à Segunda Guerra Mundial, Browning serviu nas Zonas ocupadas pelos Aliados na Alemanha e foi um conselheiro de assuntos civis na equipe do General Dwight D. Eisenhower.

## Início de vida
Browning nasceu perto de Atwood, no Condado de Carroll, Tennessee, filho de James e Melissa (Brock) Browning. Quando ele ainda era jovem, seus pais foram para Milão, Tennessee, onde seu pai serviu como um juiz de paz. Após graduar-se na Milan High School em 1908, Browning matriculou-se na Universidade de Valparaíso, em Indiana, onde ele ganhou a taxa de matrícula. Graduou-se com bacharelado em ciências e pedagogia, em 1913.
Browning lecionou em escolas por algum tempo antes de matricular-se na Faculdade de direito de Cumberland, em Lebanon, Tennessee. Ele graduou-se em 1915 e foi admitido para advocacia pouco tempo depois. Em março de 1915, ele começou seu trabalho no escritório de George McCall em Huntingdon, no Tennessee, no seu nativo Condado de Carroll.
Em junho de 1917, após a entrada dos Estados Unidos na I Guerra Mundial, Browning alistou-se na Guarda Nacional do Tennessee como 2º tenente na companhia "D" da primeira artilharia do Tennessee. Esta unidade foi ativada como a 114ª artilharia de campo da 30ª divisão de infantaria, sob o comando do General Lawrence Tyson. Browning foi promovido a capitão e transferido para a companhia "A". Ele lutou com a unidade no norte da França, o que lhe rendeu reconhecimento de bravura.
Após ser dispensado pelas forças armadas em 1919, Browning retomou o exercício da advocacia em Huntingdon. Em 1920 ele disputou pela sede do 8º distrito do Tennessee uma vaga na Câmara dos Representantes dos Estados Unidos, mas perdeu para seu antigo colega da faculdade de direito, Lon Scott, por uma margem mínima de 50% para 49% dos votos. Ele novamente disputou em 1922 e foi eleito. Ele representou o 8º distrito por cinco mandatos consecutivos, frequentemente disputando sem oposição, bem como representou o 7º Distrito por um mandato (1933–1935), após o redistritamento eleitoral. Durante seu mandato final na câmara, Browning foi um dos "fiscais" (Ministério Público) nas audiências de cassação do juiz da Califórnia Harold Louderback.
Em 1934 Browning pleiteou a nomeação do Partido Democrata para um assento no Senado Americano que estava vacante quando Cordell Hull demitiu-se para tornar-se Secretário de estado. Seu principal adversário era Nathan L. Bachman, que havia sido nomeado interinamente para o cargo. Bachman contou com o apoio do chefe político de Memphis E. H. Crump, que estava no auge de seu poder após a queda de seu rival, Luke Lea, então Browning focou nos eleitores do Tennessee leste. Mas foi derrotado por Bachman, por 166.293 a 121.169 votos.

## Primeiro mandato de governador e segunda guerra mundial
Em 1936, o governador exercente Hill McAlister desagradou Crump, ao propor um imposto sobre vendas no Estado e não buscou a reeleição. Então Browning procurou a sua nomeação pelo partido, seu principal adversário foi o superintendente de escolas do Condado de Campbell Burgin Dossett. Crump inicialmente proclamou a neutralidade, mas quando se tornou visível que Browning poderia ganhar com ou sem os votos do Condado de Shelby, ele apoiou Browning.. Assim Browning conseguiu a vitória nas primárias e derrotou o candidato republicano, Pat Thach, por 332.523 votos a 77.392 nas eleições gerais.
Browning impôs austeridade no governo do Estado, ficando a dívida (que havia ultrapassado os $100 milhões no momento que ele assumiu o cargo) sob controle e manteve a Proibição estadual (uma vez que a Proibição nacional havia terminado após a revogação da 18ª emenda constitucional). Em 1937, ele sancionou a lei de reorganização da dívida, que consolidou a dívida do Estado e promulgou vários impostos. Nos 10 anos seguintes, esses esforços reduziram a dívida do estado em 40%. Ele também criou o departamento de conservação (atualmente Tennessee Department of Environment and Conservation), implementou as medidas locais no estado de vários programas federais destinados a reduzir os efeitos negativos da época da depressão e criou um sistema de méritos do serviço civil.

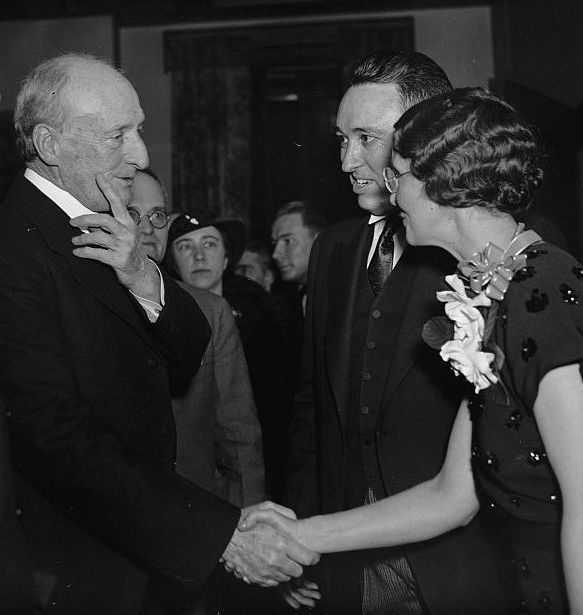
Browning e sua esposa cumprimentam juiz da Suprema Corte de Justiça James C. McReynolds (à esquerda) em uma recepção em Washington em 1937

Em abril de 1937, o senador Bachman (que havia derrotado Browning para a vaga no Senado em 1934) morreu no cargo. Browning projetou um plano que permitia-lhe ocupar o lugar de Bachman, enquanto ajudava Crump derrotar Kenneth McKellar para outra vaga, permitindo Lewis S. Pope tornar-se governador. O plano nunca se concretizou, no entanto, uma vez que Crump recusou-se a manejar contra seu amigo de longa data McKellar. Além disso, Browning tinha desagradado Crump, nomeando vários dos ex-aliados de Luke Lea, às posições do governo, ignorando as solicitações do Crump para nomeações. Browning nomeou George L. Berry para terminar o mandato de Bachman.
Em 1938 Prentice Cooper, com aval do Crump, enfrentou Browning para nomeação do partido para governador. Depois de perceber que Crump tinha registrado mais de 100.000 eleitores no Condado de Shelby, Browning procurou substituir o sistema de eleições primárias por um sistema de "unidade de Condado", que iria equilibar os votos pelos Condados, reduzindo a influência do Condado de Shelby. O projeto de lei foi aprovado, mas foi declarado inconstitucional pela suprema corte do Tennessee antes da eleição. Browning também formou uma Comissão para investigar a fraude eleitoral no Condado de Shelby e conseguiu ter mais 13.000 eleitores descartados. Seus esforços ficaram aquém, no entanto, e foi derrotado por Cooper, com um resultado de 231.852 votos a 158.854.
Após sua derrota nas primárias, Browning retornou para Huntingdon para advogar. Em 1942, foi eleito titular da Chancelaria do 8º distrito do Tennessee sem oposição.
Nos meses seguintes após a entrada dos Estados Unidos na II Guerra Mundial, Browning persistentemente procurou uma Comissão no exército dos EUA, mas foi impedido por inimigos políticos. Finalmente, ele recorreu diretamente ao general adjunto do exército em Washington e obteve em 1943 a patente de capitão. Ele frequentou a escola de militar do governo em Charlottesville, Virgínia, que treinava oficiais militares em questões relacionadas com a administração dos territórios ocupados e oportunamente foi promovido ao posto de tenente-coronel. Inicialmente, atuou como chefe-adjunto da missão Belgo-Luxemburguesa, que pretendia restaurar o governo civil  dessas áreas e auxiliou na vitória dos Aliados na Batalha das Ardenas no início de 1945. Em setembro de 1946, Browning foi nomeado comandante do governo militar no enclave de Bremen como parte da ocupação aliada da Alemanha.

## Segundo mandato de governador
Browning enfrentou o governador titular Jim Nance McCord na disputa de 1946, embora ele ainda estivesse na Europa e não estava ativo na campanha. Apesar de ter perdido, seus 120.535 votos comparados com os 187.119 de McCord mostraram que ele ainda tinha um apoio substancial no Tennessee.
Em 1948 Browning procurou novamente a candidatura contra McCord. Percebendo que seria necessário um esforço considerável para derrotar a máquina Crump, ele associou-se com o congressista Estes Kefauver, que estava enfrentando um candidato de Crump, Tom Stewart, para um dos lugares do Senado dos Estados Unidos pelo estado. Crump iniciou ataques contra Browning e Kefauver, criticando o primeiro por emitir muitos indultos penais como governador e acusando este último de ser um simpatizante comunista. Browning comparou Crump a Adolf Hitler e contou histórias sobre Crump esgueirando-se por meio de cemitérios de Memphis à noite para encontrar nomes de pessoas mortas para adicionar às listas eleitorais. Ele também atacou McCord por implementar um imposto de vendas do estado de 2%, que Crump relutantemente havia renegado.
Como a campanha aqueceu, o poder de Crump na política do estado parecia estar enfraquecendo. O congressista Al Gore, Sr. retornou de Washington para iniciar campanhas para Browning. Vários blocos de eleitores começaram a voltar-se contra Crump, entre eles eleitores afrodescendentes em Memphis, que haviam cansado do controle de Crump na cidade. Os veteranos que retornavam da guerra simpatizavam com experiência militar de Browning, enquanto grupos de trabalhadores estavam insatisfeitos com McCord que não implementou uma lei trabalhista. No dia da eleição, Browning derrotou McCord com 231.852 votos sobre 158.854, então Kefauver derrotou Stewart. Foi a primeira derrota de um candidato apoiado por Crump numa eleição importante em mais de duas décadas.
Nas eleições gerais, Browning enfrentou o cantor de música country Roy Acuff. Republicanos tinham adicionado nome na Acuff para sua cédula primária como um golpe de publicidade para chamar a atenção para o partido, e inesperadamente ganhou a nomeação. No entanto embora Acuff fizesse uma campanha séria, Browning, venceu facilmente, com 363.903 votos sobre 179.957.
Durante seu segundo mandato como governador, Browning promulgou várias medidas destinadas a reduzir ainda mais o poder Crump e outros chefes políticos, incluindo leis que exigiam registro eleitoral permanente, abriram as reuniões da Comissão de eleição e urnas metálicas foram colocadas em lugares onde as máquinas de votação não foram utilizadas. Browning assinou uma legislação que eliminou parcialmente impostos do Estado, que os chefes políticos tinham usado por décadas para controlar os votos. Junto com a reforma eleitoral, Browning também aumentou o financiamento para escolas rurais e de ensino superior, estabeleceu um sistema de aposentadoria e salário mínimo para os professores, bem como expandiu o sistema rodoviário pavimentado do estado de cerca de 10.000 milhas (16.000 km) para mais de 20.000 milhas (32.000 km).
Na corrida do governador 1950, Browning voltou vencer a disputa com o influente Clifford Allen, um senador e advogado de estado de Nashville, ganhando a nomeação por 267.855 votos contra 208.634. Pela primeira vez desde a Guerra Civil, nenhum republicano disputou as eleições gerais. O único adversário de Browning foi o excêntrico advogado John R. Neal, que estava atuando como um candidato de um terceiro partido. Browning derrotou Neal com 184.437 votos sobre 51.757.
Em 1952 o ascendente político Frank G. Clement enfrentou Browning para nomeação do partido para governador. Clement ridicularizou Browning como "desonesto, indecente e imoral", bem como criticou a compra do Estado, de um prédio caro em Nashville. Browning com quase o dobro da idade de Clement, esforçou-se para se adaptar ao novo meio de campanha que era a televisão. Mas ele perdeu para Clement nas primárias, com um resultado de 302.487 votos a 245.156.

## Últimos anos e morte
Após sua derrota em 1952, Browning retornou para advocacia em Huntingdon. Novamente, ele enfrentou Clement para nomeação do partido para governador em 1954, mas foi derrotado por uma grande margem. Permaneceu ativo no partido democrático, no entanto, viajando com frequência para atender funções do partido. Ele também administrou uma fazenda de gado leiteiro e uma empresa de seguro. Ele morreu em 23 de maio de 1976 e foi enterrado no Oak Hill Cemetery em Huntingdon.

## Família e legado
Browning casou-se com Ida Leach, em 1920. Eles não tiveram filhos.
O Museu de Browning Gordon em McKenzie, Condado de Carroll, Tennessee preserva artefatos e documentos relacionados a vida e carreira de Browning. O Museu situa-se no antigo edifício dos correios de McKenzie. Os dormitórios do campus da Universidade Tecnológica do Tennessee e da Universidade do Tennessee em Martin levam seu nome como homenagem.

## Fonte da tradução
- Este artigo foi inicialmente traduzido, total ou parcialmente, do artigo da Wikipédia em inglês cujo título é «Gordon Browning».